# ラジオ・ディズニー
ラジオ・ディズニー（Radio Disney）はカリフォルニア州バーバンクに本社を置くディズニー・ブランデッド・テレビジョンのウォルト・ディズニー・テレビジョンによって運営されているラジオネットワーク部門である。
キャッチコピーは「Your Music, Your Way」。

## 概要
1994年7月31日に開始し、ディズニーは週末のラジオ番組を開始し、ラジオAAHSで、ディズニーランドの両方から始まったウォルト・ディズニー・ワールド・リゾートからのライブしている。 
ウォルト・ディズニー社は長い間音楽ビジネスに携わっていた歴史がある。映画やテレビ番組での成功をしていて、ラジオ・ディズニーはディズニー・ミュージック・グループにラジオの1部門になりディズニーはメディアに何度かショーをすることに決めた。
ラジオ・ディズニー起点はラジオ・ディズニー社が本格的に開始する前の1955年の終わりごろ、ウォルト・ディズニーは月曜日から金曜日までディズニーランドで開催されていたマジック・キングダム・ラジオ・ショーを始めていた。